# Віндах
Віндах (нім. Windach) — громада в Німеччині, розташована в землі Баварія. Підпорядковується адміністративному округу Верхня Баварія. Входить до складу району Ландсберг. Центр об'єднання громад Віндах.
Площа — 24,85 км2. Населення становить 3844 ос. (станом на 31 грудня 2020).